# 1976 au Manitoba
Chronologie du Manitoba
- 1972
- 1973
- 1974
- 1975
- 1976
- 1977
- 1978
- 1979
- 1980

Cette page concerne des événements d'actualité qui se sont produits durant l'année 1976 dans la province canadienne du Manitoba.

## Politique
- Premier ministre : Edward Schreyer
- Chef de l'Opposition :
- Lieutenant-gouverneur : William J. McKeag
- Législature :

## Naissances
- 27 janvier : 

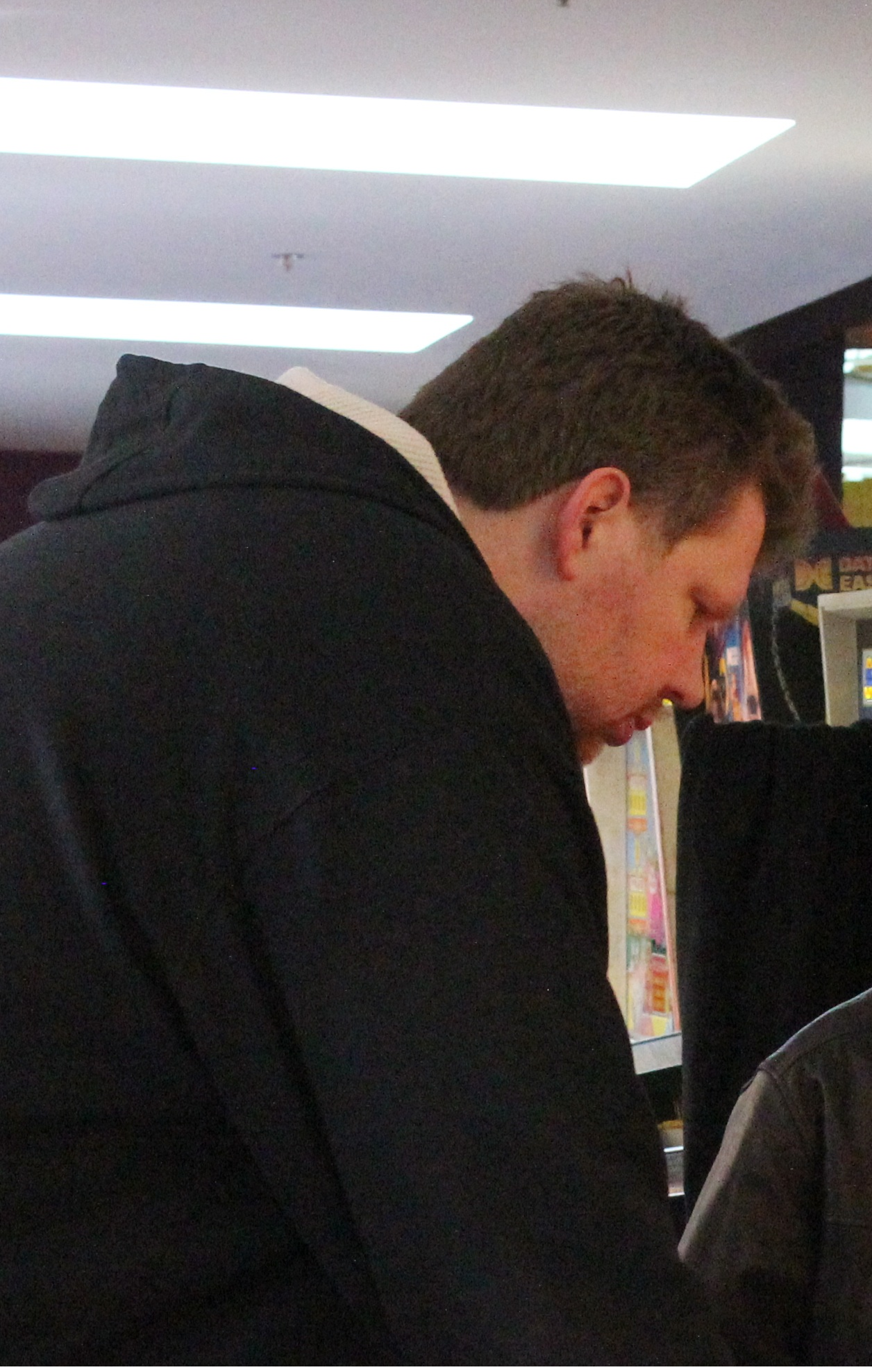
Todd MacCulloch

  - James Ehnes, C.M., né le 27 janvier 1976 à Brandon (Manitoba), est un violoniste canadien.
  - Todd Carlyle MacCulloch (né à Winnipeg) est un ancien joueur canadien de basket-ball, évoluant au poste de pivot.

- 14 mars : Daniel Gillies (né à Winnipeg) est un acteur, réalisateur de cinéma et scénariste néo-zélandais. Il est surtout connu pour incarner le rôle d'Elijah Mikaelson dans les séries américaines, Vampire Diaries (2010-2013) et The Originals (depuis 2013). Il joue également le rôle du Dr. Joel Goran dans la série canadienne, Saving Hope, depuis 2012.

- 25 mars : Samantha Small dite Sami Jo Small (née à Winnipeg) est une joueuse de hockey sur glace canadienne, membre de l'équipe du Canada de hockey sur glace féminin. Elle évolue au poste de gardien de but.

- 11 septembre : Kevin Tkatchuk (ou Kevin Tkachuk) est un joueur canadien de rugby à XV né à Thompson. Ce pilier mesure 1,83 m pour 117 kg.